# Liste der denkmalgeschützten Objekte in Fischbach (Steiermark)
Die Liste der denkmalgeschützten Objekte in Fischbach enthält die 6 denkmalgeschützten, unbeweglichen Objekte der Gemeinde Fischbach im steirischen Bezirk Weiz.

## Denkmäler
| Foto |                 | Denkmal                                                                           | Standort                                          | Beschreibung | Metadaten |
| ---- | --------------- | --------------------------------------------------------------------------------- | ------------------------------------------------- | --- | --- |
| ja   | Datei hochladen | Bildstock HERIS-ID: 86908 Objekt-ID: 101245                                       | bei Falkenstein 82 Standort KG: Falkenstein       | | BDA-Hist.: Q37717710 Status: § 2a Stand der BDA-Liste: 2025-06-30 Name: Bildstock GstNr.: 1402/3 Bildstock, Falkenstein 82                                                                              |
| ja   | Datei hochladen | Bauernhofanlage vulgo Groß-Schneidhofer HERIS-ID: 86919 Objekt-ID: 101256         | Falkenstein 112, südlich Standort KG: Falkenstein | | BDA-Hist.: Q37717811 Status: Bescheid Stand der BDA-Liste: 2025-06-30 Name: Bauernhofanlage vulgo Groß-Schneidhofer GstNr.: .160/1, .160/2, .161, .162, .163/2 Bauernhof Groß-Schneidhofer, Falkenstein |
| ja   | Datei hochladen | Pfarrhof HERIS-ID: 51038 Objekt-ID: 56593                                         | Fischbach 1 Standort KG: Fischbach                | Der Pfarrhof stammt im Kern aus der 1. Hälfte des 18. Jahrhunderts, die Fassade mit Biedermeier-Stuckdekor stammt aus dem 1. Viertel des 19. Jahrhunderts. | BDA-Hist.: Q38043365 Status: § 2a Stand der BDA-Liste: 2025-06-30 Name: Pfarrhof GstNr.: .2/1 Pfarrhof Fischbach, Styria                                                                                |
| ja   | Datei hochladen | Kath. Pfarrkirche hl. Ägydius und ehem. Friedhof HERIS-ID: 51039 Objekt-ID: 56594 | bei Fischbach 1 Standort KG: Fischbach            | Die Pfarrkirche zum hl. Ägydius ist ein spätbarocker Bau aus dem Jahre 1783 über einem kreuzförmigen Grundriss. Restaurierung von 1966–1968. Das dreijochige Langhaus mit breiterem Vierungsjoch und seitlichen Exedren wird von einem einjochigen Chor mit Halbkreisschluss abgeschlossen. Das Kreuzgratgewölbe mit Gurten ruht auf Pilastern. Die dreiachsige Orgelempore hat eine vorschwingende Brüstung und zeigt ein Trautmannsdorf-Wappen. Der quadratische Turm steht an der Westfront. An der Südseite des Chors schließt eine Sakristei mit einer Empore an. Die Außenfassade zeigt einfache Pilastergliederung und Stuckleistenverzierung. Der Hochaltar stammt aus dem Jahre 1880 und verwendet Statuen eines älteren Altars aus dem 4. Viertel des 18. Jahrhunderts. Die Seitenaltäre stammen aus den Jahren 1842/43, das Bild des linken ist signiert und datiert mit W. Rolling 1855. Die Kanzel stammt vom Anfang des 18. Jahrhunderts; zwei Statuen, Maria auf der Mondsichel und der Schmerzensmann, aus dem 17. und 18. Jahrhundert, das Orgelgehäuse vom Ende des 18. Jahrhunderts. Grabstein der Gräfin Maria A. Steinpeiß aus dem Jahre 1680. Die Glocke stammt aus dem 13. Jahrhundert. | BDA-Hist.: Q38043376 Status: § 2a Stand der BDA-Liste: 2025-06-30 Name: Kath. Pfarrkirche hl. Ägydius und ehem. Friedhof GstNr.: .1/1, 43 Pfarrkirche hl. Ägydius, Fischbach                            |
| ja   | Datei hochladen | Ägydius(Egidi)-Kapelle HERIS-ID: 86932 Objekt-ID: 101273                          | bei Fischbach 134 Standort KG: Fischbach          | Die Ägydiuskapelle enthält Fresken aus dem 18. Jahrhundert. Eine spätgotische Skulptur des Heiligen wurde durch eine Kopie ersetzt. Bei der Kapelle befindet sich eine Quelle, Augenbründl genannt. Die Kapelle wurde 2015/16 vollständig renoviert. | BDA-Hist.: Q37717959 Status: § 2a Stand der BDA-Liste: 2025-06-30 Name: Ägydius(Egidi)-Kapelle GstNr.: .58/2 Ägydius-Kapelle, Fischbach                                                                 |
| ja   | Datei hochladen | Ehem. Friedhofskapelle, Pfarr-Bücherei HERIS-ID: 86929 Objekt-ID: 101269          | Standort KG: Fischbach                            | | BDA-Hist.: Q37717909 Status: § 2a Stand der BDA-Liste: 2025-06-30 Name: Ehem. Friedhofskapelle, Pfarr-Bücherei GstNr.: .1/2 Former cemetery chapel, Fischbach                                           |

## Ehemalige Denkmäler
| Foto |                 | Denkmal                                   | Standort                            | Beschreibung | Metadaten                                                                                            |
| ---- | --------------- | ----------------------------------------- | ----------------------------------- | ------------ | --- |
| ja   | Datei hochladen | Ehem. Armenhaus Objekt-ID: 101321bis 2015 | Fischbach 36 Standort KG: Fischbach |              | BDA-Hist.: Q106650825 Status: § 2a Stand der BDA-Liste: 2015-06-26 Name: Ehem. Armenhaus GstNr.: .28 |